# Граса-Аранья (Мараньян)

Граса-Аранья на карте штата.

Граса-Аранья (порт. Graça Aranha) — муниципалитет в Бразилии, входит в штат Мараньян. Составная часть мезорегиона Центр штата Мараньян. Входит в экономико-статистический микрорегион Президенти-Дутра. Население составляет 6140 человек на 2010 год. Занимает площадь 271,445 км². Плотность населения — 22,62 чел./км².

## Демография
Согласно сведениям, собранным в ходе переписи 2010 г. Национальным институтом географии и статистики (IBGE), население муниципалитета составляет:
| Полное население                               | Полное население                               | Полное население                               | Полное население                               | 6140  |
| ---------------------------------------------- | ---------------------------------------------- | ---------------------------------------------- | ---------------------------------------------- | ----- |
| в том числе:                                   | Городское население                            | 2912                                           | Процент городского населения, %                | 47,43 |
|                                                | Сельское население                             | 3228                                           | Процент сельского населения, %                 | 52,57 |
|                                                | Мужское население                              | 3031                                           | Процент мужского населения, %                  | 49,36 |
|                                                | Женское население                              | 3109                                           | Процент женского населения, %                  | 50,64 |
| Плотность населения, чел/км²                   | Плотность населения, чел/км²                   | Плотность населения, чел/км²                   | Плотность населения, чел/км²                   | 22,62 |
| Население муниципалитета в % к населению штата | Население муниципалитета в % к населению штата | Население муниципалитета в % к населению штата | Население муниципалитета в % к населению штата | 0,09  |

По данным оценки 2016 года, население муниципалитета составляет 6142 жителя.

## Статистика
- Валовой внутренний продукт на 2003 год составляет 8 930 380,00 реалов (данные: Бразильский институт географии и статистики).
- Валовой внутренний продукт на душу населения на 2003 год составляет 1450,68 реалов (данные: Бразильский институт географии и статистики).
- Индекс развития человеческого потенциала на 2000 год составляет 0,571 (данные: Программа развития ООН).